# Cheikh Boumaza
Pour les articles homonymes, voir Ouadah et Boumaza.
Compléments
Arrestation : 13 avril 1847 à Renault  Sidi M'Hamed Ben Ali  actuellement.
Cheikh Boumaza (en arabe : الشيخ بومعزة ; en berbère : ⵛⵛⵉⵅ ⴱⵓⵎⵄⵣⴰ) dont le nom véritable est Mohammed ben Ouadah (en arabe : محمد بن وضاح ; en berbère : ⵎⵓⵃⵏⴷ ⵏ ⵡⵉⴷⴰⵃ), né vers 1822 en Oranie durant la Régence d'Alger (actuel Algérie), mort exilé après 1879[réf. à confirmer] sans aucune information au sujet de son lieu de décès exact, peut-être en Anatolie ottomane (actuel Turquie) ou à Bagdad lorsqu'il était dans le vilayet de Bagdad (actuel Irak) sous l'Empire ottoman, est un résistant Algérien très actif durant la conquête de l'Algérie par la France puis durant la colonisation française. Il change son nom pour Mohammed ben Abdallah (en arabe : محمد بن عبد الله ; en berbère : Muḥend n ʔˤbdla), auquel il tient, pendant ses années de guerre, puis d'internement en France.
Les habitants du Dahra le surnomment très rapidement Bou Maza (Abû Mā’zâ, en arabe veut dire : « l'homme à la chèvre ») et les Français reprennent systématiquement ce surnom que l'intéressé refuse longtemps. Il est le chef de la résistance populaire à la colonisation française qui embrase principalement le Dahra, la vallée du Chélif et l'Ouarsenis entre 1845 et 1847.

## Biographie

### Avant la résistance
Il est originaire des Awlâd Khu'îddam, dans la vallée du Chélif, entre le Dahra et le Ouarsenis. Il appartient à la fraction des Awlâd Sîdî Waddâh et jouit d'une ascendance idrisside (fraction des Sûlāymanîdes du Ouarsenis, descendant du chérifien Slimane Ier), prestigieuse et reconnue.
D'innombrables lettrés de Nédroma appartiennent à la famille ar-Rahâl : les Cheikhs Abû ar-Râs, premier et second du nom, l'insurgé Cheikh Abû Ma'za, le Cheikh as-Snûssî (fondateur de l'illustre confrérie as-Sânûssîyyâ ainsi que de la dynastie al-Sânûssî libyenne).
Politiquement, dans le cadre nouveau de la domination française, la « zâwiyya des Awlâd Sîdî Waddâh » relève de l’aghalîk des Beni-Ouragh, dirigé par leur chef l'Agha chérifien Mohammed Bel Hadj[réf. à confirmer]. Il passe pour être membre de la confrérie de Mawley-Taïeb, mais sans certitude, car il est tout aussi probable qu'il appartienne à la Confrérie des Derqaoua ou, comme il le clame lui-même, à celle de Sidi Abd-el-Kader el-Djilani. Il mène pendant trois ans la vie austère des derviches. Au moment où Abd el-Kader s'est réfugié au Maroc, il se proclame le Mulay Saâ (en arabe « le Maître de l'heure ») et appelle les habitants à la guerre sainte.

### Résistance
En avril 1845, il réunit une armée dans le Dahra, prêche la révolte contre les Français et regroupe des partisans de plus en plus nombreux. Le 20 avril 1845, la révolte gagne les environs de Ténès où des insurgés attaquent un camp de travailleurs sur la route de Ténès à Orléansville. De son côté, Bû Ma'za assiège sans succès ce centre d'occupation français. Ses troupes sont battues à plusieurs reprises, mais il réussit à donner de l'ampleur au mouvement. Ses tentatives ayant connu des revers, il s'éclipse à partir du milieu de juin, moment où prend place notamment l'épisode des enfumades des grottes des Oulad Riah. ll réapparaît par un coup d'éclat : le 17 juillet, il attaque l'Agha Hadj-Ahmed, qui est tué près de Mazouna.
Harcelé par les colonnes mobiles parties d'Orléansville, de Mostaganem, Ténès et Miliana, qui font à ses alliés une guerre sans relâche, il finit par trouver asile chez les Flittas. Différents chefs de guerre apparaissent alors en divers endroits de l'Algérie, prenant le nom du chérif Bou-Maza, et plusieurs d'entre eux sont pris et tués. Le 21 septembre, Bû Ma'za attaque dans les défilés de Flittas la colonne du général de Bourjolly et la réduit à la défensive derrière la basse Mina.
Abd el-Kader reprend l'offensive en septembre 1845 avec ses troupes, des contingents des Trara, des Hautes Plaines jusqu'en Basse-Kabylie. L'entreprise commence par la retentissante victoire de Sidi-Brahim, amenant la destruction de la colonne du lieutenant-colonel de Montagnac. Bou-Maza continue la lutte, souvent en concertation avec l'émir, voire en le secondant sans rechigner, mais sans en accepter véritablement sa suprématie. Battu une première fois le 30 septembre par la cavalerie française, il est repoussé à Mostaganem le 18 octobre et doit se réfugier dans le Dahra. D'une grande mobilité, il propage le mouvement de résistance dans la deuxième phase de l’insurrection qui dure de juillet 1845 à juillet 1846.
Mais, la guerre, implacable depuis le début, entame nombre de ses partisans. Beaucoup sont tués dans les combats. Quelques-uns commencent à se détacher de lui. Il est battu le 29 janvier 1846 près de Tadjena par le colonel Canrobert et perd son meilleur appui, le caïd des Beni Hidja. Le 15 mars, il réussit à reprendre la campagne avec un millier d'hommes du bas Dahra. Atteint, sur l'Oued-Ksob, par le colonel colonel Saint-Arnaud en avril 1846, il est blessé d'une balle et perd pour longtemps l'usage d'un bras. Il parvient encore une fois à se soustraire aux poursuites des Français et rejoint Abd el-Kader à Stettin ; tous deux fuient au Maroc. Abd-el-Kader ne supporte pas la rivalité du chérif et lui fait subir de nombreuses vexations. Se sentant menacé dans son existence même, Bû Ma'za parvient à rentrer en Algérie. Le 10 janvier 1847, il soutient dans l'oasis des Ouled Djellal un combat meurtrier contre le général Herbillon. À bout de ressources, rentré dans le Dahra, il décide de se rendre le 13 avril au colonel Saint-Arnaud.

### Reddition
Le 13 avril 1847, Mohamed Ibn Abdellah, surnommé Boumaza, âgé d’environ 25 ans, instigateur et dirigeant de la révolte du Dahra, se rend au colonel de St-Arnaud à Renault (aujourd’hui Sidi M'Hamed Ben Ali),.
« Bou-Maza est entre mes mains ! Il est ici depuis deux heures. C’est un beau et fier jeune homme ! Nous nous sommes regardés dans le blanc des yeux », écrit Arnaud Jacques Leroy de Saint-Arnaud dans une courte lettre du 13 avril 1847 adressée à son frère. Plus tard, il prend la peine de s’étendre un peu plus pour décrire le personnage : « Bou-Maza n’est pas un homme ordinaire. Il y a en lui une audace indomptable jointe à beaucoup d’intelligence, dans un cadre d’exaltation et de fanatisme ».
La physionomie pleine de feu et d'audace de ce jeune homme, à peine âgé de vingt-cinq ans, les témoignages du respect empressé qu'il reçoit des Arabes au milieu même de nos camps prouvent que Boumaza avait une position beaucoup plus forte qu'on ne le croyait. Son sens aigu du secret lui permettra de protéger sa famille et ses alliances contre les représailles de l’armée coloniale.

### Internement en France et fin de vie
Emmené en France, il est interné à Paris, où on lui donne un appartement aux Champs-Élysées, près de l'hôtel de la princesse Belgiojoso, qui se charge de son éducation. Il reçoit du gouvernement une pension de 15 000 francs et ne tarde pas à devenir tout à fait à la mode. Il est question de lui donner le commandement d'un corps « indigène » en Algérie, mais les actes de cruauté qu'on lui reproche, sans preuves, font abandonner cette hypothèse. Il s'enfuit de Paris dans la nuit du 23 février 1848 à la faveur de la révolution de 1848, mais est arrêté à Brest et enfermé au fort de Ham.
Il est remis en liberté le 22 juillet 1849 par le prince Louis-Napoléon, qui lui rend même sa pension. En 1854, il quitte définitivement la France pour l'Empire ottoman et commande un corps de bachi-bouzouks dans la campagne d'Anatolie. Il reçoit au mois d'août 1855 le grade de colonel dans l'armée ottomane. Il séjourne plusieurs années à Bagdad et meurt après 1879,.